# 60 Seconds!
60 Seconds! là một game hành động phiêu lưu do studio Robot Gentleman của Ba Lan đồng phát triển và phát hành. Trò chơi được phát hành cho Windows vào ngày 25 tháng 5 năm 2015, ngày 18 tháng 12 năm 2017 cho Nintendo Switch, và ngày 6 tháng 3 năm 2020 cho PlayStation 4 và Xbox One. Cốt truyện là một quả bom hạt nhân đã thả xuống thị trấn của người chơi, để làm sao phải lấy càng nhiều nguồn cung cấp và càng nhiều thành viên gia đình càng tốt.
Trò chơi ban đầu được cho là một cuộc thử nghiệm để xem liệu Unity có phải là game engine phù hợp để sử dụng hay không. Cuối cùng, nó đã được phát hành ra toàn thế giới vì thử nghiệm diễn ra tốt như thế nào.
Một phiên bản cải tiến của 60 Seconds! mang tên 60 Seconds! Reatomized được phát hành vào ngày 25 tháng 7 năm 2019.

## Cốt truyện
60 Seconds! lấy bối cảnh tại nước Mỹ trong thập niên 1950. Game theo chân gia đình McDoodle (Ted, Dolores, Mary Jane và Timmy) khi họ cố gắng sống sót sau những ảnh hưởng của ngày tận thế hạt nhân càng lâu càng tốt. Có những nhân vật khác được giới thiệu khi gia đình đang trong cảnh sinh tồn, chẳng hạn như cặp anh chị em sinh đôi từ thị trấn Hill Valley. Một chú chó tên là Pancake được phát hiện và đưa vào nơi trú ẩn trong quá trình chơi game. Tương tự như vậy, nhà khoa học điên và các đặc vụ chính phủ đều được tìm thấy thông qua một con mèo mang tên Sharikov, và con mèo cũng có thể nhân bản chính nó vào một thời điểm nào đó trong câu chuyện và sẽ có nhiều mèo hơn trong nơi trú ẩn. Một dị nhân có thể được tìm thấy khi anh ta gõ cửa nơi trú ẩn của họ. Những kẻ cướp cũng có thể ló mặt ở cửa trú ẩn, buộc cả gia đình phải tự bảo vệ lấy mình.

## Đón nhận
60 Seconds! đã nhận được 64/100 điểm cho phiên bản PC theo Metacritic. Metacritic cũng cho phiên bản Xbox One là 63/100 điểm. NintendoLife chấm cho game 4/10 điểm, và PocketGamer chỉ cho game 4/5 điểm.